# 温泉街道 (福州市)
温泉街道是中国福建省福州市鼓楼区下辖的一个街道。

## 行政区划
温泉街道共辖7个社区：
琼河社区、河东社区、东湖社区、金汤社区、东大社区、汤门社区和汤边社区。
1. ↑  . 中华人民共和国国家统计局. 2023 （中文（中国大陆））.[]